# Zafu

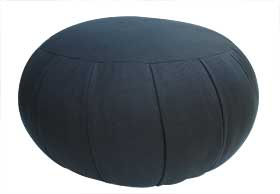
Zafu nero in cotone

Lo Zafu (座蒲?) è un cuscino dalla forma rotonda utilizzato, insieme allo zabuton, per la meditazione Zen (Zazen:meditazione seduta).
In particolare, viene adottato per le pratiche meditative che implicano la posizione da seduti come, ad esempio, la "posizione dell'accoccolamento", la "posizione del loto" e la "posizione del mezzo loto".
Lo zafu permette infatti di sedere leggermente sollevati dal pavimento, poggiando le ginocchia a terra.
Può anche essere utilizzato come elemento d'arredo e come seduta per i momenti di rilassamento quotidiano.

## Composizione e misure standard
Lo Zafu è composto da tre diversi blocchi di tessuto cuciti tra loro:
due dischi rotondi della stessa misura nella parte superiore e inferiore del cuscino e una lunga striscia rettangolare di tessuto che avvolge e protegge l'imbottitura esterna.
L'imbottitura interna e il rivestimento possono essere sia in cotone che in kapok (Ceiba pentandra).
Tradizionalmente lo zafu ha un diametro di circa 30 o 40 cm e un'altezza pari a 15 cm.